# Symplecta tridenticulata
Symplecta tridenticulata är en tvåvingeart som först beskrevs av Alexander 1936.  Symplecta tridenticulata ingår i släktet Symplecta och familjen småharkrankar. Inga underarter finns listade i Catalogue of Life.